# Hectorit
Hectorit, Na0,3(Mg,Li)3Si4O10(OH)2,  är ett sällsynt mineral med mjuk och fet konsistens.

## Egenskaper
Hectorit består av natrium-magnesium-litium-silikat och bildar ett vitt pulver som lätt dispergeras i varmt vatten. Mineralet sväller vid tillsat av vatten.

## Historia och etymologi
Hectorit beskrevs första gången 1941 och har fått namn efter en förekomst i Hector i San Bernardino County i Kalifornien.

## Förekomst
Mineralet förekommer tillsammans med bentonit som en omvandlingsprodukt av klinoptilolit från vulkanisk aska och tuff med hög glashalt.
Det förekommer även som en beige/brun leraktig ghassoul och bryts i Atlasbergen i Marocko. Även i Namibia sker sådan utvinning.

## Användning
Hectorit kan användas inom tekniken bland annat som konsistensmedel i kosmetika, filtermedium och flockningsmedel.
Det används även som råmaterial för utvinning av litium.

### Allmänna källor
- Bra Böckers lexikon, 1975